# ویلیام ای. مسی
ویلیام ای. مسی (به انگلیسی: William A. Massey) سناتور سابق عضو حزب جمهوری‌خواه ایالات متحده آمریکا بود. وی در سال ۱۹۱۲ تا ۱۹۱۳ میلادی سناتور ایالت نوادا در سنای ایالات متحده آمریکا بود.